# Pāṇini
Pāṇini (पाणिनि) (phát âm [paːɳɪnɪ], Bản mẫu:Floruit;      nghiên cứu lâu đời cho rằng ông sống  "từ thế kỷ thứ 6 - thế kỷ thứ 5  TCN"    ) là một nhà văn, nhà nghiên cứu ngữ pháp tiếng Phạn, và một học giả được tôn kính ở Ấn Độ cổ đại.   Được coi là "cha đẻ của ngôn ngữ học ", Pāṇini có thể đã sống ở tiểu lục địa Tây Bắc Ấn Độ trong thời đại Mahajanapada. Ông được cho là sinh ra ở vùng Shalatula của Gandhara cổ đại, có khả năng gần Lahor hiện nay, một thị trấn nhỏ ở ngã ba sông Indus và Kabul, thuộc quận Swabi của Khyber Pakhtunkhwa, Pakistan hiện nay.

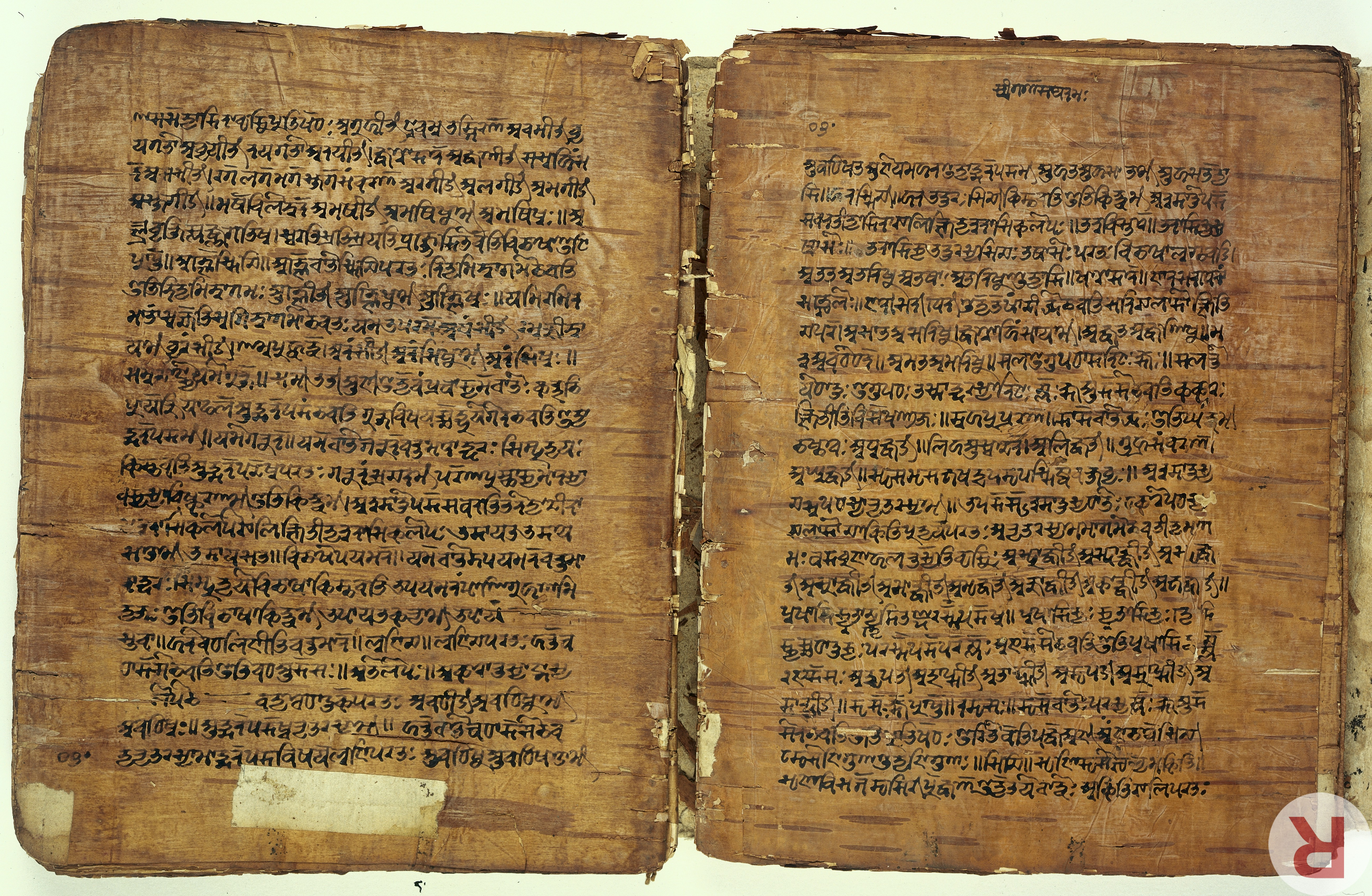
Một bản thảo vỏ cây bạch dương thế kỷ 17 của chuyên luận ngữ pháp của Pāṇini từ Kashmir

Pāṇini được biết đến với văn bản Aṣṭādhyāyī, một chuyên luận về kinh điển về ngữ pháp tiếng Phạn,   3.959 "câu" hoặc quy tắc về ngôn ngữ học, cú pháp và ngữ nghĩa trong "tám chương" văn bản nền tảng của nhánh Vyākaraṇa của Vedanga, các môn học phụ trợ của thời kỳ Vệ đà.   Văn bản cách ngôn của ông đã thu hút nhiều bhashya (bình luận), trong đó Mahābhāṣya của Patanjali là nổi tiếng nhất trong các truyền thống Ấn Độ giáo. Việc chính thức hóa ngôn ngữ của ông dường như có ảnh hưởng trong việc chính thức hóa vũ đạo và âm nhạc của Bharata Muni. Những ý tưởng của ông đã ảnh hưởng và thu hút những lời bình luận từ các học giả của các tôn giáo Ấn Độ khác như Phật giáo.
Phân tích của Pāṇini về các danh từ ghép vẫn là cơ sở của các lý thuyết ngôn ngữ hiện đại về từ ghép trong các ngôn ngữ Ấn Độ. Lý thuyết toàn diện và khoa học về ngữ pháp của Pāṇini được quy ước để đánh dấu sự khởi đầu của tiếng Phạn cổ điển. Chuyên luận có hệ thống của ông đã truyền cảm hứng và biến tiếng Phạn thành ngôn ngữ học tập và văn học Ấn Độ ưu việt trong hai thiên niên kỷ.
Lý thuyết phân tích hình thái học của Pāṇini tiên tiến hơn bất kỳ lý thuyết phương Tây tương đương nào trước thế kỷ 20. Chuyên luận của ông là khái quát và mô tả, sử dụng ngôn ngữ kim loại và meta, và đã được so sánh với máy Turing trong đó cấu trúc logic của bất kỳ thiết bị điện toán nào đã được giảm đến mức cần thiết bằng mô hình toán học lý tưởng hóa.  
Tên Pāṇini là một từ bảo trợ có nghĩa là hậu duệ của Paṇina. Tên đầy đủ của ông là "Dakṣiputra Panini" theo câu 1.75.13 và 3.251.12 của Patanjali 's Mahābhāṣya, với phần đầu tiên cho thấy tên của mẹ ông là Dakṣi.